# Christiaan Gutteling

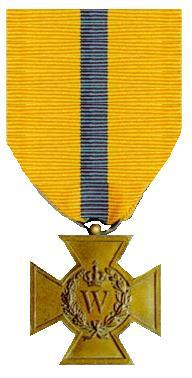
Bronzen Kruis

Christiaan (Tip) Gutteling (Buitenzorg, Java, 8 april 1920 – Londen, 16 juni 2012) was Engelandvaarder en werd piloot bij de Koninklijke Marine.

## Levensloop
Tip Gutteling werd geboren in Buitenzorg als zoon van Willem Marinus Gutteling en Henriette Christine van Stokkum. Toen hij tien jaar oud was, verhuisde het gezin naar de Beeklaan in Den Haag. Na de MULO ging Gutteling naar de Nieuwe Hogere Zeevaartschool in Den Helder, waar hij op 31 juli 1940 zijn diploma stuurmansleerling behaalde. Voordat hij weer terug naar Den Haag ging, werkte hij vier maanden bij een boer in de Wieringermeer. Daarna volgden wat baantjes. Op verzoek van een oude schoolgenoot begon hij valse persoonsbewijzen te maken om Joodse families te helpen. Hiervoor huurde hij een kleine etage in Scheveningen. Via zijn zusje Willy leerde hij Anton Schrader kennen. In juli 1942 werd hij in het kader van de Arbeitseinsatz als kok tewerkgesteld op een sleepboot die van Rotterdam naar Hamburg zou varen. Zijn moeder leerde hem nog gauw wat stevige maaltijden maken. Na terugkeer kreeg hij verlof. Gutteling besloot om niet meer terug te keren. Hij bracht rapport uit over zijn ervaringen bij Anton Schrader, die hem vervolgens een baantje bezorgde bij de Rijksfabriekskeuken in Rijswijk.
Op 3 februari 1943 deed Gutteling met Schrader en anderen een poging om naar Engeland te varen, die mislukte toen de motor van het bootje afsloeg. Op 5 mei 1943 werd door een groep van 11 personen, bestaande uit Christiaan de Bakker (20 jaar), chauffeur Gerard Bruyne (24 jaar), Jaap Burger (39 jaar, stuurman), Pieter Hendrik de Groot (24 jaar), ir. Karel de Munter (30 jaar), onderduiker Ben Reynders (19 jaar), Johan Anton Stroeve (21 jaar), de ondergedoken broers Robert (19 jaar) en Willy Weyhenke (22 jaar) en de neergeschoten marconist Mike Mora uit Nieuw-Zeeland, een nieuwe poging gewaagd. Nadat schipper Kees Koole met zijn vrachtschip de Nooit Volmaakt de groep naar het Haringvliet had gebracht, werd de reis naar Engeland vervolgd met een motorbootje. De volgende dag rond 12.00 uur werden ze door de Britse Marine opgepikt en naar Harwich gebracht. 
In Engeland trad Gutteling in dienst van de Koninklijke Marine als luitenant-ter-zee waarnemer bij 860 Naval Air Squadron. Na zijn opleiding vloog hij met Fairey Swordfish tweedekkers vanaf de hulpvliegdekschepen Macoma en Gadila, die in 1944 vooral ingezet werden om konvooien op de Atlantische Oceaan te begeleiden. De laatste maanden van de oorlog voer hij in een sleepboot om te onderzoeken hoe de magnetische aantrekkingskracht van een schip verminderd kon worden om het te beschermen tegen magnetische mijnen.

### Na de oorlog
Gutteling woonde met zijn vrouw in Swansea, Wales (2009). Hun twee dochters wonen in Texas, hun zoon woont in Londen. Ze hebben twee kleinkinderen. In 2009 beschreef Gutteling, geassisteerd door zijn dochter Helen Gutteling Munday, zijn herinneringen in een boek: The War Has Ended But the Memory Lingers on.

## Onderscheiding
- Bronzen Kruis, KB 29 juli 1943 nr 20